# كونراد ويل
كونراد ويل (بالإنجليزية: Conrad Will)‏ هو سياسي أمريكي، ولد في 3 يونيو 1779، وتوفي في 12 يونيو 1835. انتخب عضو مجلس نواب إلينوي.